# Лисселтон
Лисселтон (англ. Lisselton; ирл. Lios Eiltín) — деревня в Ирландии, находится в графстве Керри (провинция Манстер).

## Инфраструктура
Населённый пункт состоит из около 50 жилых домов.
В деревне есть три паба (Cantillons, Tomáisín's и The Thatch Bar), церковь, супермаркет, почтовое отделение и мясная лавка, а также две начальные школы.